# Top Gun: Maverick
Pour les articles homonymes, voir Top Gun et Maverick.
Série
Top Gun
(1986)
Pour plus de détails, voir Fiche technique et Distribution.
Top Gun: Maverick est un film d'action américain réalisé par Joseph Kosinski, sorti en 2022. Il s’agit de la suite du film Top Gun de Tony Scott, sorti en 1986, dont l'action se déroulait principalement à Topgun, l'école de formation au combat aérien de la marine américaine. Il est présenté en avant-première au CinemaCon avant une présentation hors compétition au festival de Cannes 2022.
Le film suit le capitaine de vaisseau Pete « Maverick » Mitchell, pilote de chasse de la marine américaine depuis trente ans, qui est appelé par son ancien ami l'amiral Tom « Iceman » Kazansky, afin de former, pour une mission spéciale, les meilleurs pilotes diplômés récents de l'école Top Gun. Parmi ceux-ci se trouve le fils de son ami disparu dans le premier film, son navigateur officier des systèmes d'armes « Goose ». Maverick doit choisir entre son devoir de pilote de chasse et la promesse de protéger le fils de son ami.
Initialement prévu pour une sortie en 2020, la diffusion du film a été repoussée à 2022 à cause de la pandémie de Covid-19. Le film connaît alors un fort succès commercial l'échelle de la planète, bénéficiant d'appréciations positives de la part du public comme des professionnels.
C'est le quatorzième plus gros succès du box-office mondial. C'est le deuxième plus gros succès commercial de Paramount Pictures, derrière Titanic, et devant Transformers 3 : La Face cachée de la Lune.

## Synopsis
Le pilote de chasse et capitaine de vaisseau Pete « Maverick » Mitchell a ralenti délibérément ses promotions en trente ans de service afin de continuer à voler. Il est aujourd'hui pilote d'essai dans le désert des Mojaves pour le projet d'avion hypersonique nommé Darkstar. Le contre-amiral Cain, directeur de ce programme de recherche, arrive à la base pour annuler le vol d'essai et pour mettre fin à ce programme ; il ne peut empêcher Maverick d'effectuer un vol risqué à plus de Mach 10. Le prototype prend feu et Maverick s'éjecte. Le programme d'essai prend fin.
Maverick est convoqué à la base aéronavale de North Island pour entraîner un groupe de récents diplômés de l'école de chasse Top Gun en vue d'une mission spéciale à haut risque. Il est réclamé par son ami pilote et ancien rival, l’amiral Tom « Iceman » Kazansky, devenu le commandant de la Flotte du Pacifique. Parmi les pilotes convoqués se trouve le lieutenant de Vaisseau Bradley « Rooster » Bradshaw, le fils de son défunt navigateur Nick « Goose » Bradshaw. Le vice-amiral Simpson, qui supervise la mission, signifie à Maverick qu'il a le choix de refuser mais qu'il s'agit de son dernier poste comme pilote de chasse, un refus entraînant automatiquement une interdiction définitive de vol.
Lorsque Maverick se présente comme instructeur, les officiers généraux lui exposent la mission : détruire une installation de fabrication d'uranium enrichi, dans un état voyou hostile aux États-Unis. Cette cible est naturellement protégée par un cirque montagneux au fond d’un canyon et défendue par plusieurs batteries de missiles sol-air, par des brouilleurs de positionnement GPS ainsi que par des chasseurs de cinquième génération, sans compter d'autres appareils F-14 de réserve.
Maverick retrouve son amie Penny Benjamin, fille d'amiral laquelle tient le bar The hard Deck proche de la base aéronavale de Miramar. Les deux anciens amants renouent leur idylle d'antan. Amelia, la fille adolescente de Penny, demande à Maverick d'éviter de briser à nouveau le cœur de sa mère.
Maverick fait connaissance avec les jeunes pilotes d’élite, lesquels l'accueillent froidement. L'un d'eux, Jake « Hangman » Seresin, garde cyniquement ses distances avec les autres pilotes, Maverick inclus. Hangman est le seul pilote de la sélection à avoir abattu un autre chasseur en combat aérien. Une forte tension se développe également entre Maverick et Rooster, ce dernier lui reprochant d'avoir sciemment freiné sa carrière. Lorsque débutent les premiers vols, tous constatent les incontestables compétences de Maverick en combat aérien en perdant contre lui dans des missions simulées. Ils apprécient sa virtuosité, ainsi que son expérience exceptionnelle, et révisent alors leurs avis à son égard. Maverick favorise la création d'un esprit d'équipe, en organisant par exemple une partie de football américain sur la plage. Maverick revoit une dernière fois Iceman, amiral quatre étoiles, qui affronte une lourde maladie. Celui-ci explique à Maverick la gravité de la situation et l'importance qu'il attache à la réussite de cette mission. Iceman le conseille quant au comportement à adopter vis-à-vis de Rooster. Maverick avoue alors à celui-ci qu'il a volontairement freiné la carrière du jeune pilote après la mort de Goose, sur une promesse qu'il a faite à la veuve de ce dernier.

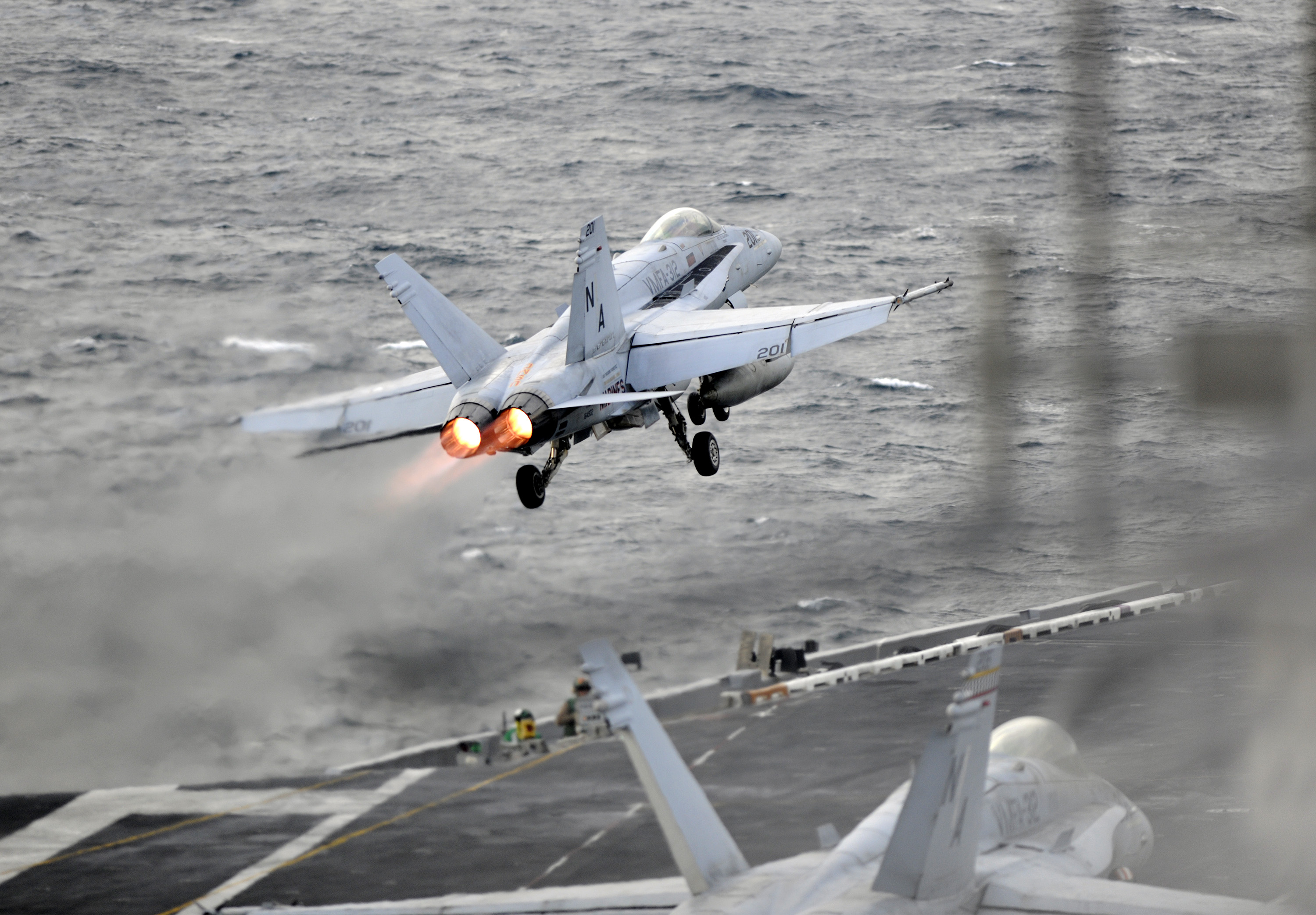
Décollage d'un Super Hornet F/A18E de l'.

Prenant les choses à cœur, Maverick présente un plan d’attaque aux deux amiraux chargés de superviser la mission. Il préconise deux équipes de deux F/A-18F Super Hornet, un biplace pour marquer la cible et un monoplace pour larguer les bombes à guidage laser. Les quatre chasseurs multi-rôles seraient lancés à partir d'un porte-avions et voleraient à très basse altitude et à très grande vitesse dans le canyon pour éviter d'être détectés par les radars des sites SAM. Au moment d’atteindre la cible, les chasseurs attaqueraient dans un cabré-piqué pour passer le cirque montagneux, larguer les bombes puis cabreraient à nouveau dangereusement à 9,5 G pour sortir du cirque, repoussant les limites des performances des F/A-18. La mission accomplie, les jets devraient encore échapper aux missiles sol-air ennemis une fois entrés dans leur champ de détection par radar. Dans cette optique, Maverick évalue et sélectionne, parmi les douze pilotes, ceux capables d'endurer l'approche et les manœuvres à très basse altitude et à très grand facteur de charge requises pour la mission.
Iceman meurt de maladie. Aussitôt, le vice-amiral Simpson retire ses fonctions à Maverick et l'interdit définitivement de vol. Doutant du plan initial, il préconise un autre schéma d'attaque, en altitude, rendant les attaquants davantage vulnérables aux tirs de missiles. Maverick effectue, sans autorisation, un vol simulant son plan, qui démontre à tous qu'il est parfaitement réalisable. La date de la mission se voit subitement avancée en raison de l'arrivée imminente du premier lot d'uranium. Le vice-amiral Simpson désigne Maverick, étonné, comme chef de mission. Celui-ci choisit Phoenix et son navigateur Bob comme ailiers, le second groupe réunissant Payback et Fanboy. Contre toute attente, Maverick affecte Rooster avec lui au bombardement de la cible. Hangman est désigné comme remplaçant. La mission s'élance du porte-avions.

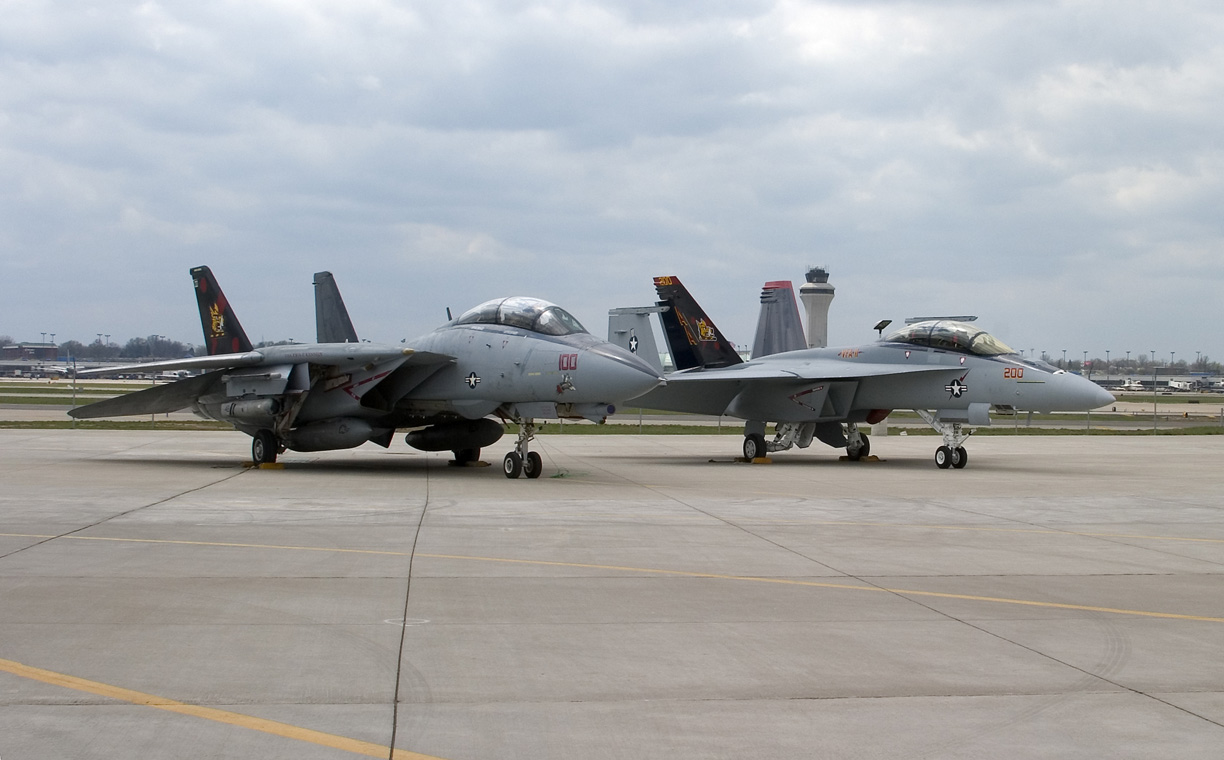
Un F-14B et un F/A-18F

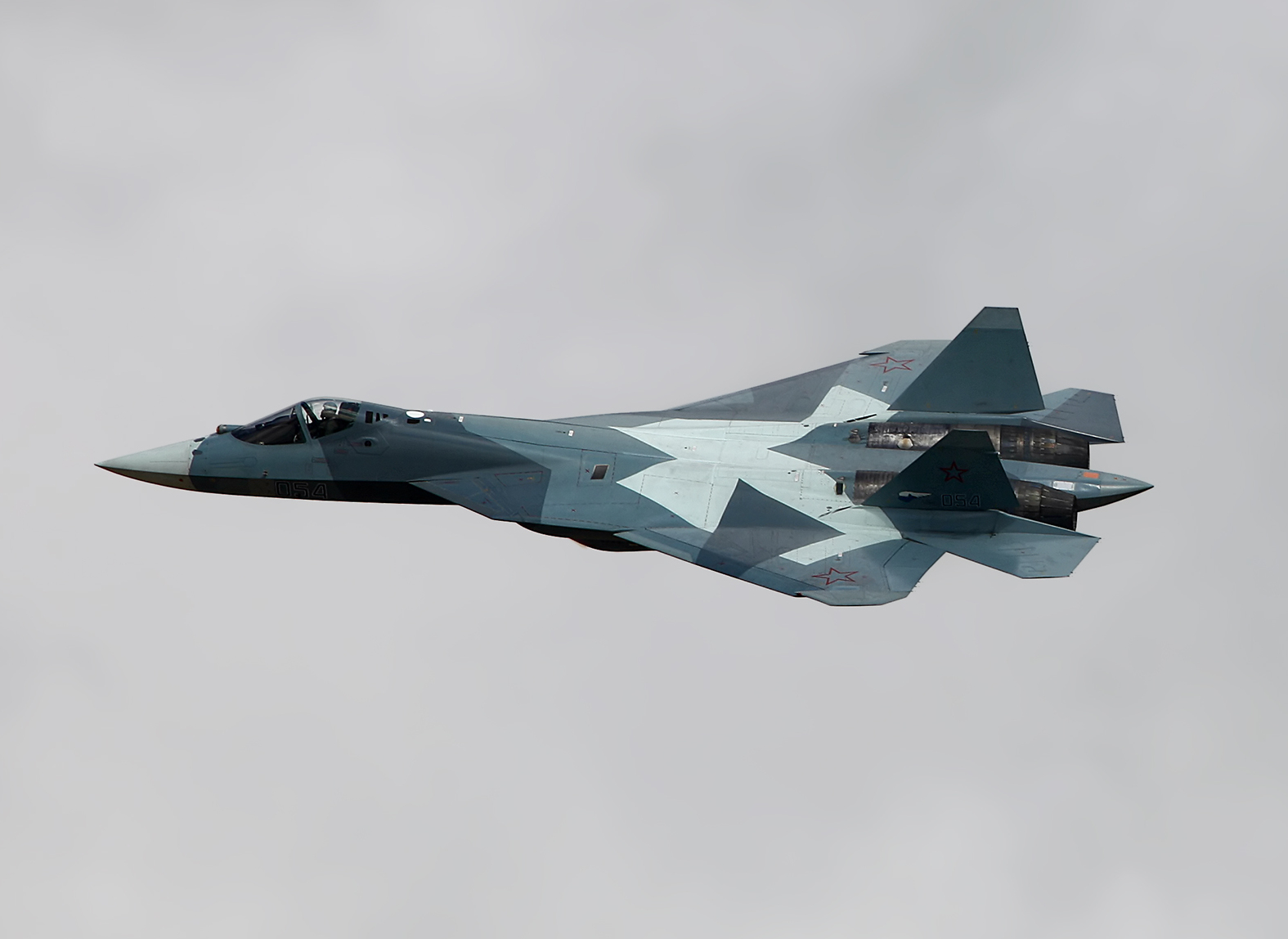
Un Su-57 semblable aux chasseurs ennemis du film.

L'approche à basse altitude fonctionne parfaitement. Les missiles Sol-Air ne déclenchent aucun tir à l'approche des avions américains. Les F/A-18 détruisent leur cible. Les patrouilles aériennes ennemies sont freinées par la frappe préventive de missiles mer-sol Tomahawk sur la base aérienne proche du site ; quelques avions de cinquième génération sont déjà en vol. Les défenses sol-air s'activent lorsque les avions remontent après leur bombardement. Alors que Rooster est sur le point d'être abattu par un missile SAM, Maverick s'interpose au prix de son propre avion. Tous les autres F/A-18 s'éloignent sains et saufs. L'éjection du chef de mission le laisse seul en territoire ennemi. Il est bientôt repéré dans la neige par un hélicoptère d'attaque, l'engin étant subitement détruit par Rooster, de retour pour couvrir son chef, avant d'être abattu par un missile sol-air. Il s'éjecte à son tour et rejoint Maverick. Le duo explore alors un espace boisé, cherchant un moyen de s'échapper.
En contrebas, les deux pilotes repèrent la base aérienne ennemie désorganisée par la frappe de missiles. Profitant du chaos, ils se dirigent vers un hangar sans surveillance abritant un F-14 Tomcat en état de vol. Les deux pilotes le mettent en route et décollent sur le court taxiway, cassant au passage la jambe avant du train d'atterrissage. Rooster déclenche aussitôt sa balise de détresse, signant leur présence aux contrôleurs aériens du porte-avions. Le Tomcat se retrouve traqué par deux appareils ennemis de cinquième génération. Maverick hésite à risquer la vie de Rooster dans un combat inégal. Celui-ci le pousse à agir sans réfléchir, en suivant son instinct de pilote. Maverick détruit rapidement un premier poursuivant. Le second met à profit les capacités de son avion ultra-moderne, notamment la poussée vectorielle qui lui donne une manœuvrabilité exceptionnelle. Maverick, fin connaisseur du Tomcat, se défait de son adversaire par ruse après un combat inégal. À court de munitions, sans défense, ils sont interceptés par un troisième appareil ennemi au-dessus de la mer. Hangman survient et l'abat au moment précis où l'ennemi s'apprêtait à les abattre.
Hangman escorte le F-14 endommagé jusqu'au porte-avions, où Maverick parvient à apponter l'appareil grâce à la barrière d'arrêt du pont d'envol. Les pilotes sont accueillis en héros par l'équipage,. Avec deux avions descendus au cours de la mission, en plus des trois « MiG 28 » abattus en 1986, Maverick acquiert le statut d'as de l'aviation.
Plus tard, Penny retrouve Maverick dans le hangar où il entretient un P-51 Mustang avec l'aide de Rooster. Maverick emmène Penny en vol dans son warbird.

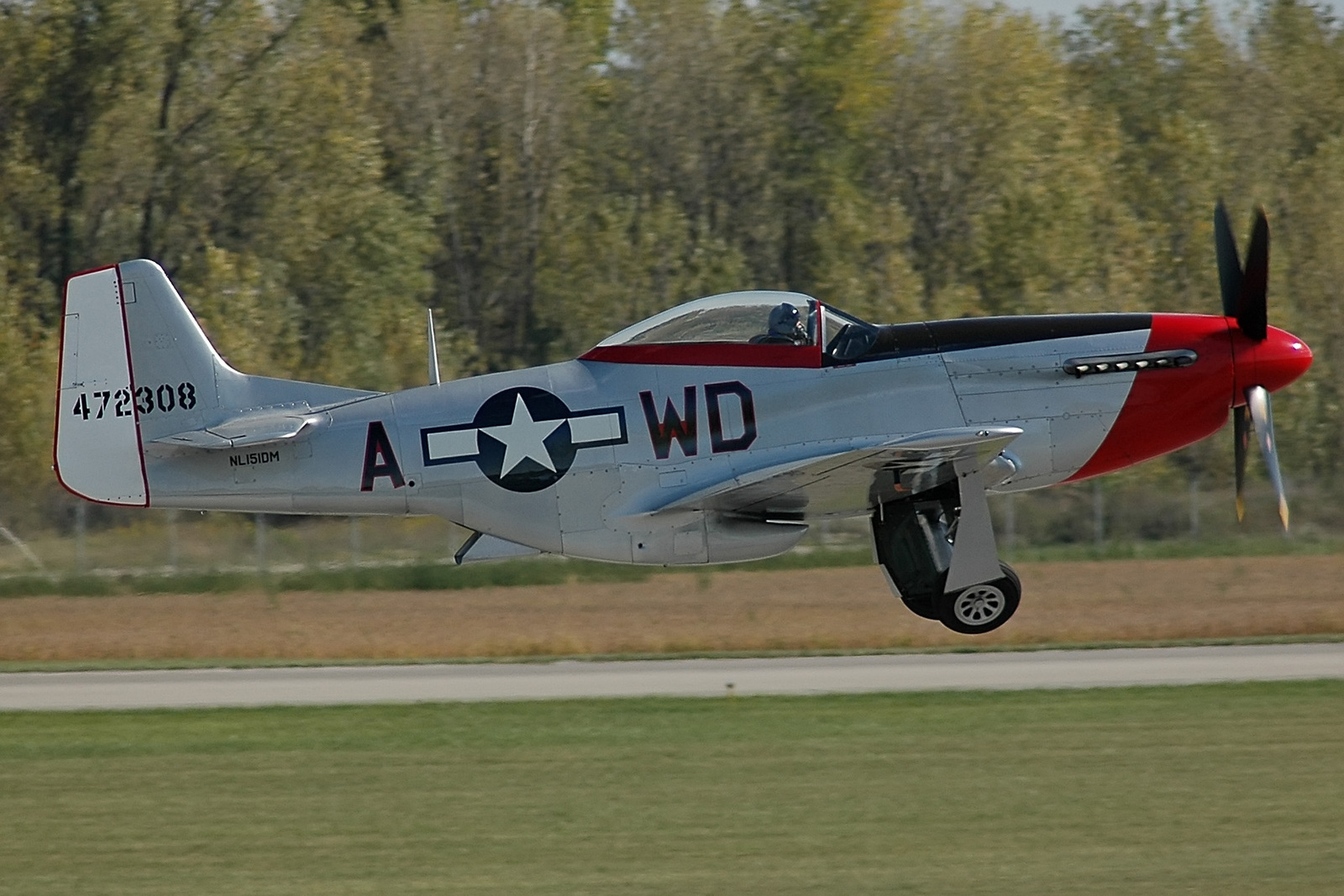
Un P-51D semblable à celui de « Maverick ».

## Fiche technique
Sauf indication contraire, les informations mentionnées dans cette section peuvent être confirmées par les bases de données cinématographiques IMDb et Allociné,  présentes dans la section « Liens externes ».
- Titre original : Top Gun: Maverick
- Titre québécois : Top Gun : Maverick[4],[5]
- Réalisation : Joseph Kosinski
- Scénario : Ehren Kruger, Christopher McQuarrie et Eric Warren Singer, d'après une histoire de Peter Craig et Justin Marks, d'après les personnages créés par Jim Cash et Jack Epps Jr.
- Musique : Harold Faltermeyer, Hans Zimmer et Lady Gaga
  - Interprète (chansons originales) : Lady Gaga
  - Orchestration : Bruce Fowler, Walt Fowler et Yvonne S. Moriarty
  - Montage musical : Ryan Rubin et Cecile Tournesac
- Direction artistique : A. Todd Holland, David Meyer, Lauren E. Polizzi et Clint Wallace
- Décors : Jeremy Hindle et Jan Pascale
- Costumes : Marlene Stewart
- Maquillage : Felicity Bowring
- Coiffure : Jules Holdren
- Photographie : Claudio Miranda
- Son : Chris Burdon, James Mather, Al Nelson, Bjorn Ole Schroeder, Mark Taylor, Mark Weingarten
- Montage : Eddie Hamilton
- Production : Jerry Bruckheimer, Tom Cruise, David Ellison et Christopher McQuarrie
  - Production déléguée : Dana Goldberg, Don Granger, Tommy Harper, Chad Oman et Mike Stenson
  - Production associée : John K. Campbell, Emily Cheung, Don Ferrarone et Melissa Reid
- Sociétés de production :
  - États-Unis : Don Simpson/Jerry Bruckheimer Films, présenté par Jerry Bruckheimer Films, Paramount Pictures et Skydance Media
  - Chine : Tencent Penguin Pictures[6]
- Sociétés de distribution : Paramount Pictures (États-Unis et Canada) ; Paramount Pictures France (France) ; Paramount/Sony (Belgique)[7] ; Warner Bros. (Suisse)[7]
- Budget : 152 millions de $[8]
- Pays de production :  États-Unis[9],[N 6]
- Langue originale : anglais
- Format : couleur - Digital - 2,39:1 - son DTS (DTS: X) / Dolby Atmos / Auro 11.1 / IMAX 6-Track / 12-Track Digital Sound / Sonics-DDP
- Genre : action, drame
- Durée : 130 minutes
- Dates de sortie[10] :
  - États-Unis : 4 mai 2022 (première mondiale à San Diego)[11] ; 27 mai 2022 (sortie nationale) ; 22 décembre 2022 (Paramount+)[12]
  - France : 18 mai 2022 (Festival de Cannes) ; 25 mai 2022 (sortie nationale)[13] ; 7 décembre 2022 (ressortie)
  - Belgique, Suisse romande : 25 mai 2022[14],[15]
- Classification[16] :
  - États-Unis : accord parental recommandé, film déconseillé aux moins de 13 ans (PG-13 - Parents Strongly Cautioned)[N 7]
  - France : tous publics[17]
  - Belgique : potentiellement préjudiciable jusqu'à 12 ans (Mogelijk schadelijk voor kinderen onder de 12 jaar)[14],[18]
  - Suisse romande : interdit aux moins de 12 ans[19]
  - Québec : tous publics (G - General Rating)[5]

## Distribution
- Tom Cruise (VF : Jean-Philippe Puymartin ; VQ : Gilbert Lachance)[20] : capitaine de vaisseau Pete « Maverick » Mitchell
- Miles Teller (VF : Donald Reignoux ; VQ : Alexandre Fortin) : lieutenant de vaisseau Bradley « Rooster » Bradshaw
- Jennifer Connelly (VF : Odile Cohen ; VQ : Marika Lhoumeau) : Penny Benjamin, barmaid, fille d'amiral
- Jon Hamm (VF : Jérémie Covillault ; VQ : Patrick Chouinard) : vice-amiral Beau « Cyclone » Simpson, commandant de l'aéronautique navale américaine
- Glen Powell (VF : Julien Allouf ; VQ : Alexis Lefebvre) : lieutenant de vaisseau Jake « Hangman » Seresin
- Lewis Pullman (VF : Hugo Brunswick ; VQ : Nicolas Bacon) : lieutenant de vaisseau Robert « Bob » Floyd
- Ed Harris (VF : Philippe Catoire ; VQ : Éric Gaudry) : contre-amiral Chester « Hammer » Cain, directeur du programme Darkstar
- Val Kilmer (VF : Philippe Vincent ; VQ : Daniel Picard) : amiral Tom « Iceman » Kazansky[21], commandant de la flotte américaine du Pacifique
- Monica Barbaro (VF : Laetitia Coryn ; VQ : Geneviève Bédard) : lieutenant de vaisseau Natasha « Phoenix » Trace
- Charles Parnell (VF : Frantz Confiac ; VQ : Louis-Philippe Dandenault) : contre-amiral Solomon « Warlock » Bates, directeur de « Top Gun »
- Jay Ellis (VF : Mohamed Sanou ; VQ : Fayolle Jean Jr.) : lieutenant de vaisseau Reuben « Payback » Fitch
- Danny Ramirez (VF : Mathias Timsit ; VQ : Xavier Dolan) : lieutenant de vaisseau Mickey « Fanboy » Garcia
- Greg Tarzan Davis (en) (VF : Namakan Koné ; VQ : Nicolas Charbonneaux-Collombet) : lieutenant de vaisseau Javy « Coyote » Machado
- Manny Jacinto : Fritz
- Bashir Salahuddin (en) (VF : Baptiste Marc ; VQ : Tristan Harvey) : Bernie « Hondo » Coleman
- Jake Picking (en) : lieutenant de vaisseau Brigham « Harvard » Lennox
- Raymond Lee : lieutenant de vaisseau Logan « Yale » Lee
- Jean Louisa Kelly (VF : Céline Duhamel) : Sarah Kazansky
- Anthony Edwards : Nick « Goose » Bradshaw (caméo photographie + images d'archives du premier film)
- Meg Ryan (VF : Virginie Ledieu) : Carole Bradshaw (caméo photographie + images d'archives du premier film)
- Lyliana Wray (en) (VF : Jaynélia Coadou ; VQ : Ludivine Reding) : Amelia Benjamin
- Bob Stephenson : général Edward Clayton, chef d'État-Major des armées
- Chelsea Harris (en) : Angela Burke

## Production

### Genèse, développement et attribution des rôles
L'idée de donner une suite à Top Gun émerge dès 2010 lorsque Paramount Pictures propose le projet au producteur Jerry Bruckheimer et au réalisateur Tony Scott. Christopher McQuarrie est approché pour écrire le scénario, dans lequel le personnage de Tom Cruise, Maverick, n'aurait qu'un rôle mineur. Le scénario est finalement écrit par Peter Craig, Justin Marks et Ashley Miller. La participation de Tom Cruise est ensuite remise en cause.
Tony Scott explique alors ses idées pour ce nouveau film Top Gun : « Ce monde me fascine, parce qu'il est si différent de ce qu'il était initialement. Mais je ne veux pas faire un remake. Je ne veux pas faire une réinvention. Je veux faire un nouveau film. » L'intrigue évoque la fin des pilotes de combat aérien, remplacés par des drones de combat. Maverick devrait piloter un F/A-18 Super Hornet.
Après le suicide de Tony Scott en août 2012, le projet de suite est remis en question. Jerry Bruckheimer souhaite cependant le relancer, notamment grâce à l'intérêt des acteurs Tom Cruise et Val Kilmer,. De plus, le producteur, qui était anciennement lié aux Walt Disney Studios, collabore à nouveau avec Paramount Pictures, qui avait produit Top Gun.
Le projet est relancé en 2014. Le producteur Jerry Bruckheimer déclare à The Hollywood Reporter que la suite est toujours d'actualité et évoque même une idée de départ : « Les pilotes sont devenus obsolètes à cause des drones. Tom Cruise va leur montrer qu'ils ne sont pas obsolètes. Ils sont là pour rester ». Quelques mois plus tard, le nom de Justin Marks est évoqué pour écrire le scénario. En novembre 2015, Val Kilmer évoque son envie de revenir pour une suite.
En juin 2017, Tom Cruise révèle le titre du film, Top Gun: Maverick. Joseph Kosinski est ensuite confirmé comme réalisateur. Val Kilmer fait quant à lui campagne sur sa page Facebook pour apparaître dans le film. Sa présence est confirmée en juin 2018.
En juin 2018, Nicholas Hoult, Miles Teller et Glen Powell sont évoqués pour interpréter le fils de Goose, le personnage campé par Anthony Edwards dans le premier film. Finalement, Miles Teller est engagé pour l'incarner. Le réalisateur Joseph Kosinski l'avait déjà dirigé dans son précédent film, Line of Fire (2017).

### Tournage
Le tournage débute le 30 mai 2018 à San Diego en Californie,,.
Les prises de vues ont notamment lieu à South Lake Tahoe, Naval Air Station Lemoore, Naval Air Station Whidbey Island à Oak Harbor, Naval Air Station Patuxent River, Los Angeles, comté d'El Dorado, forêt nationale d'Eldorado et Lake Tahoe Basin Management Unit.

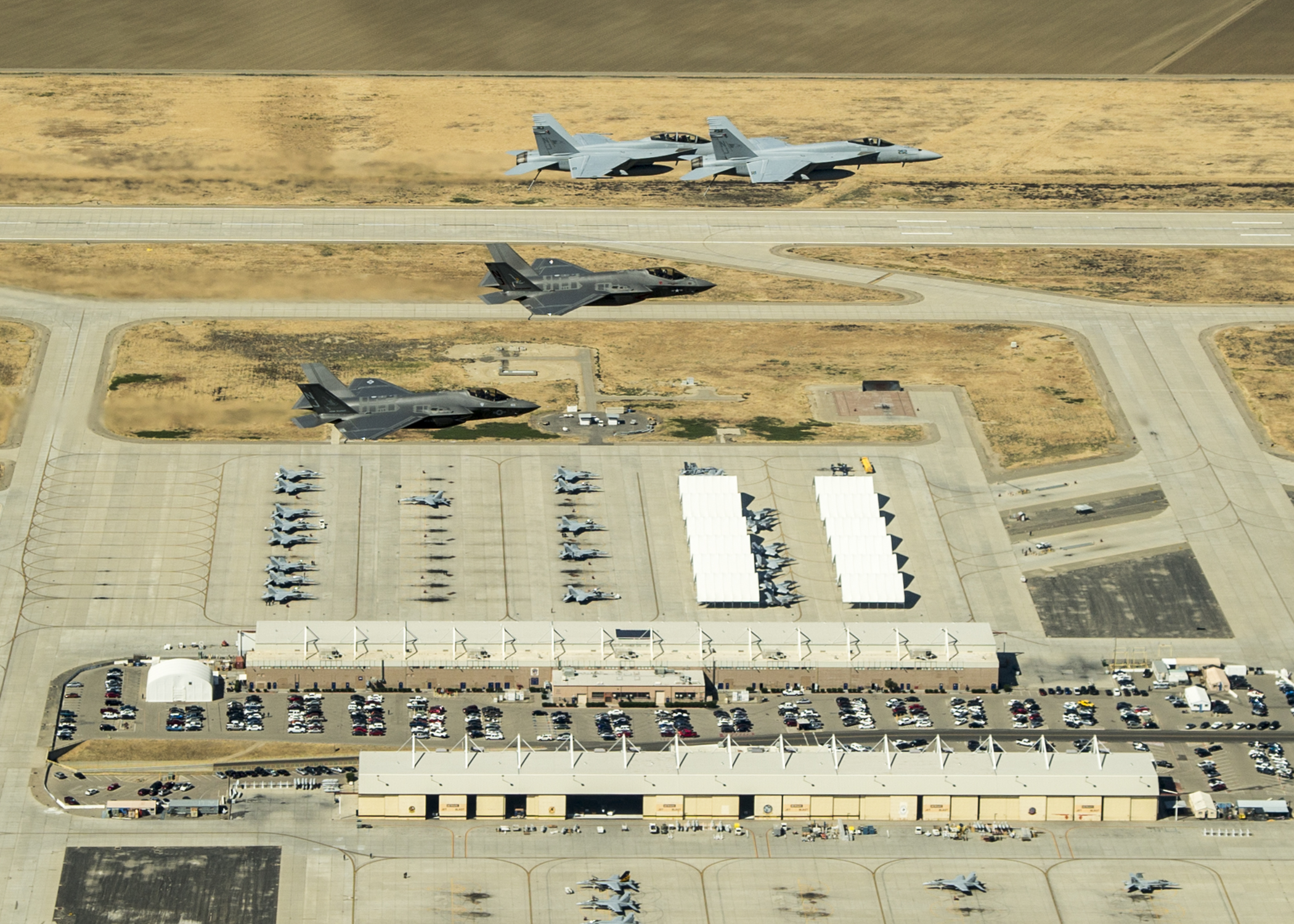
Naval Air Station Lemoore
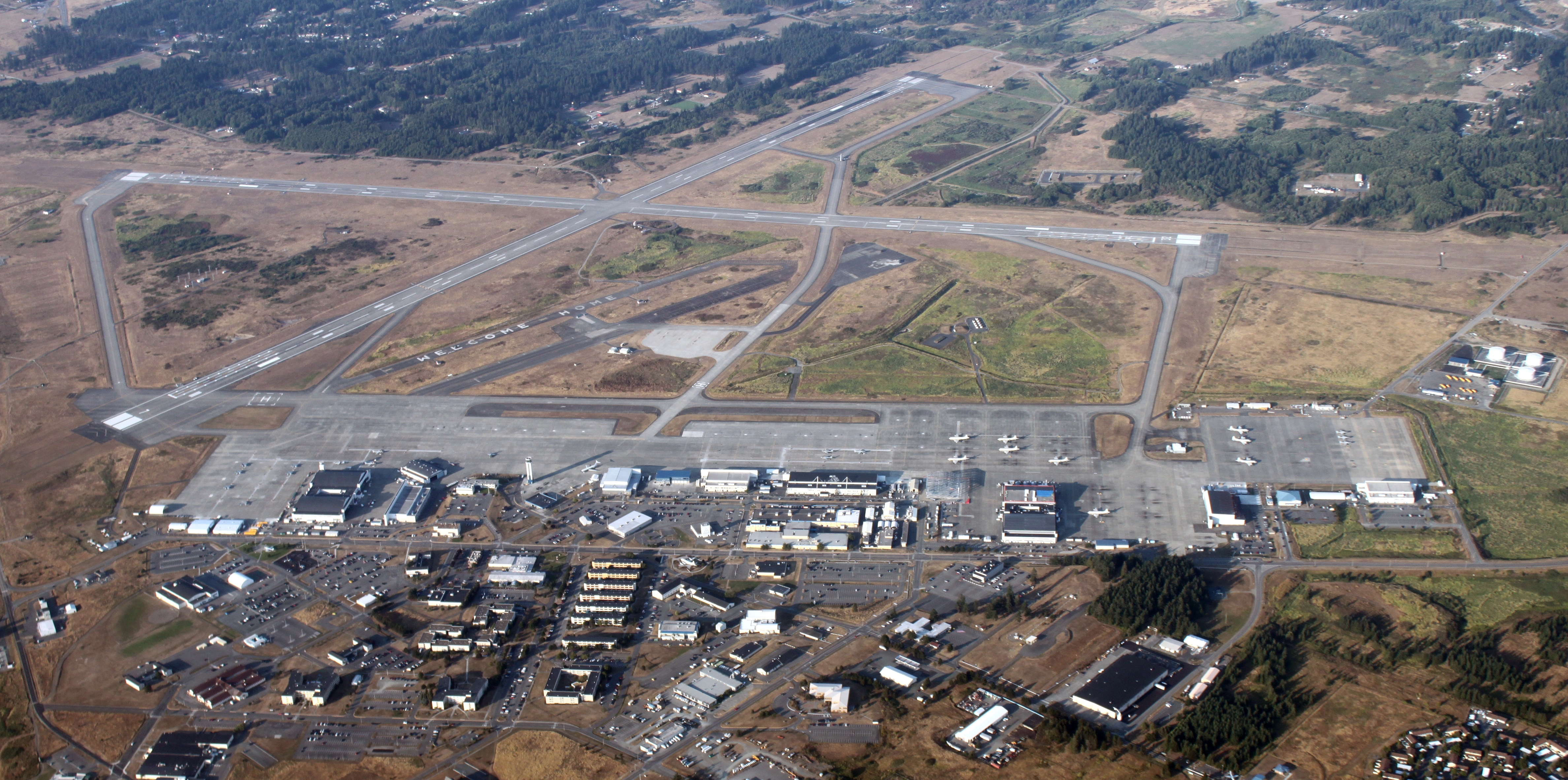
Naval Air Station Whidbey Island
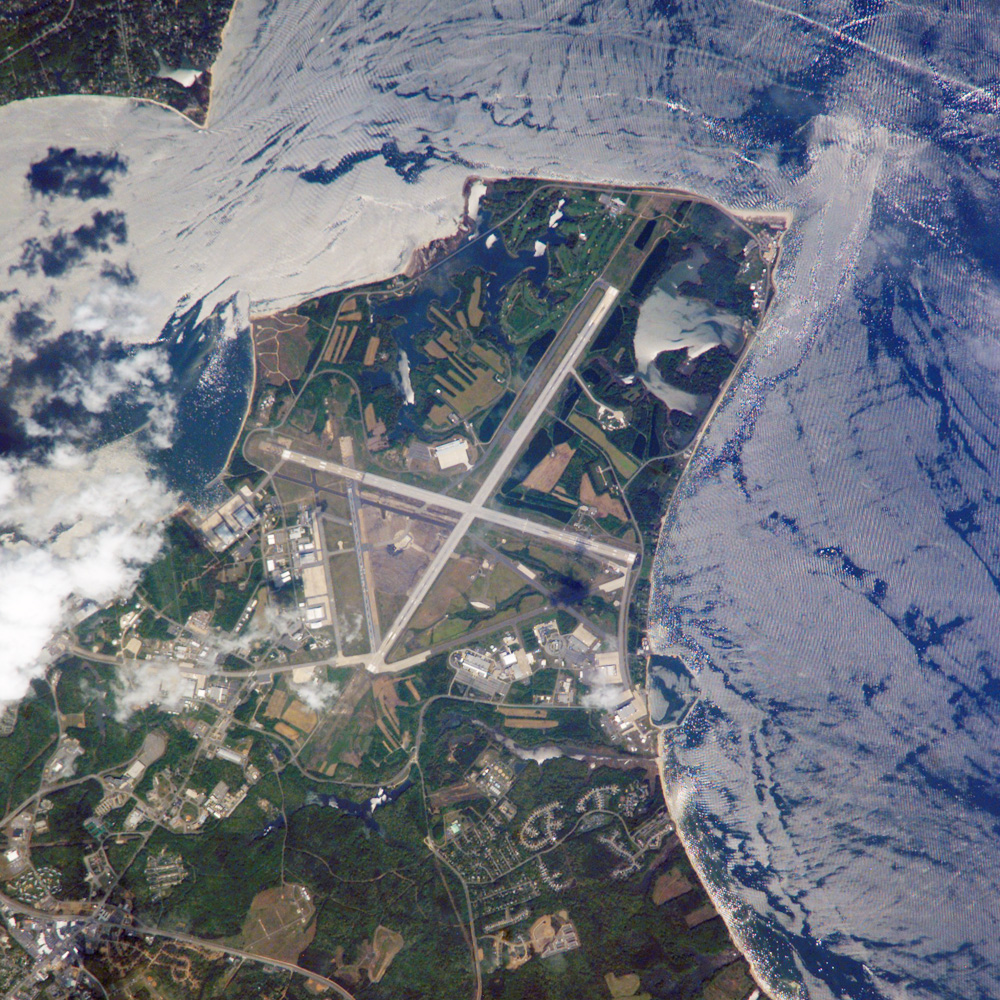
Naval Air Station Patuxent River

### Musique
La musique du film est composée par Harold Faltermeyer, déjà à l'œuvre sur le premier film, Hans Zimmer et Lady Gaga. Cette dernière est la coauteure et l'interprète de la chanson originale Hold My Hand. Lorne Balfe est le producteur musical du film.
Le CD de la bande originale du film est annoncé pour une sortie le 27 mai 2022 chez le label Interscope Records. Il contient huit compositions instrumentales totalisant une durée d'un peu plus de 30 minutes ainsi que quatre chansons : Hold My Hand par Lady Gaga, le titre phare du premier film, Danger Zone par Kenny Loggins, une reprise live du standard Great Balls of Fire par l'acteur Miles Teller, ainsi que la chanson originale I Ain't Worried du groupe One Republic.

#### Liste des titres
Toutes les chansons sont écrites et composées par et interprétées par Harold Faltermeyer, Lady Gaga, et Hans Zimmer sauf pour les exceptions notées.
| 1.    | Main Titles (You've Been Called Back to Top Gun) | Harold Faltermeyer                                                                      |                                      | 2:30 |
| 2.    | Danger Zone                                      | - Giorgio Moroder - Tom Whitlock                                                        | Kenny Loggins                        | 3:36 |
| 3.    | Darkstar                                         | Faltermeyer, Lorne Balfe                                                                |                                      | 3:01 |
| 4.    | Great Balls of Fire (live)                       | - Otis Blackwell - Jack Hammer                                                          | Miles Teller                         | 1:55 |
| 5.    | You're Where You Belong / Give 'Em Hell          | BloodPop, Hans Zimmer, Lady Gaga                                                        |                                      | 5:46 |
| 6.    | I Ain't Worried                                  | - Björn Yttling - Tyler Spry - Peter Morén - Brent Kutzle - John Eriksson - Ryan Tedder | OneRepublic                          | 2:28 |
| 7.    | Dagger One is Hit / Time to Let Go               | Faltermeyer, Zimmer, Balfe, Max Aruj                                                    |                                      | 5:06 |
| 8.    | Tally Two / What's the Plan / F-14               | Andrew Kawczynski, Zimmer, Balfe                                                        |                                      | 4:34 |
| 9.    | The Man, The Legend / Touch Down                 | Zimmer, Faltermeyer, Tucker, Lady Gaga                                                  |                                      | 3:54 |
| 10.   | Penny Returns (interlude)                        | Zimmer, Tucker, Lady Gaga                                                               |                                      | 2:47 |
| 11.   | Hold My Hand                                     | - Lady Gaga - Michael Tucker                                                            | Gaga                                 | 3:45 |
| 12.   | Top Gun Anthem                                   |                                                                                         | - Harold Faltermeyer - Steve Stevens | 4:13 |
| 43:35 |                                                  |                                                                                         |                                      |      |

## Accueil

### Dates de sortie
Le film devait initialement sortir aux États-Unis le 12 juillet 2019 et en France le 31 juillet 2019. En août 2018, il est annoncé que le film est repoussé à l'été 2020, pour peaufiner davantage les scènes aériennes. La première bande-annonce est dévoilée le 18 juillet 2019 au Comic-Con de San Diego. Le film devait donc sortir aux États-Unis le 26 juin 2020 et en France le 15 juillet 2020. Cependant, à la suite de la pandémie de Covid-19, la sortie est à nouveau repoussée en 2021. En février 2021, Paramount a annoncé que le film sortira à la fois au cinéma et sur Paramount+ après 45 jours de sortie cinéma. En avril 2021, le film est une nouvelle fois repoussé au 19 novembre 2021 pour éviter la concurrence avec Mission impossible 7[réf. nécessaire]. En septembre 2021, la sortie américaine est une nouvelle fois repoussée au 27 mai 2022 car Paramount pense que la pandémie menace toujours le succès d'une sortie en salles. Paramount Pictures France annonce ensuite la date française pour le 25 mai 2022.
En mars 2022, il est annoncé que le film sera présenté lors du festival de Cannes 2022 le 18 mai 2022. Avant cela, il est projeté en avant-première au CinemaCon le 28 avril 2022.

### Accueil critique
Le film reçoit des critiques très positives. Sur l'agrégateur américain Rotten Tomatoes, il récolte 96 % d'opinions favorables pour 477 critiques et une note moyenne de 8,2⁄10. Le consensus suivant résume les critiques compilées par le site : « Top Gun: Maverick réussit un exploit encore plus délicat qu'une plongée inversée 4G, livrant une suite tardive qui surpasse son prédécesseur dans un style extrêmement divertissant ». Sur Metacritic, il obtient une note moyenne de 78⁄100 pour 63 critiques.
En France, le film obtient une note moyenne de 3,7⁄5 sur le site AlloCiné, qui recense 34 titres de presse. Du côté des avis positifs, CinemaTeaser écrit que « dans ce spectacle virtuose, taillé évidemment sur mesure pour le (très) grand écran, la licence Top Gun se trouve une légitimité presque inédite et retrouve une nouvelle jeunesse : son dernier tiers joue habilement avec ses recettes pour les faire muter, comme si subsistait toujours en Tom Cruise une petite part d'Ethan Hunt. » Josué Morel du site Critikat.com écrit notamment « Top Gun: Maverick prouve que Hollywood peut encore produire de singuliers blockbusters et, qu’on n’en a pas fini avec Tom Cruise ». Pour Dernières Nouvelles d'Alsace, le film propose « de l’action de haut vol, avec des scènes de combat aérien inégalées et inoubliables ». Pour Antoine Desrues du site Écran Large, cette suite surpasse le premier film « avec ses séquences de vol diablement spectaculaires » et « permet à Tom Cruise d'interroger sa propre légende pour mieux affirmer qu'il est le meilleur ». Adam Sanchez du magazine GQ écrit notamment : « À ceux qui se demandaient si ce nouvel opus parviendrait à reproduire la magie du film original, le spectacle n’a besoin que de quelques minutes pour le prouver, et ce même s’il joue une partition connue par avance. »
Du côté des avis négatifs, Mathieu Macheret du Monde reproche au film sa nostalgie : « sur un registre fétichiste, les scènes, lieux et personnages de son modèle, érigé ici en référence indépassable, et dupliqué mécaniquement sans une once de créativité ». Dans Libération, Marius Chapuis écrit : « Il n’y a que l’action pour sauver Maverick du désastre. Sans être d’une bouleversante nouveauté, les scènes d’entraînement et de combat aérien travaillent joliment le rythme, accélérant sans virer au frénétique et ralentissant quand il le faut pour redonner de l’air et de l’importance au mouvement. » Pour Olivier De Bruyn des Échos le film, « du premier au dernier plan, coche toutes les cases du blockbuster certifié conforme : scènes d'action évidemment spectaculaires, musique évidemment assourdissante (Hans Zimmer dirige la partition), héros évidemment super-héroïque et histoire évidemment prévisible ». L'Obs apporte une note de deux étoiles sur quatre, avec un avis partagé : « un honorable divertissement, [au] scénario balisé [avec] ses personnages archétypaux […], fait plaisir à voir »), ni totalement critique, ni réellement enthousiaste.

### Box-office
| Pays ou région        | Box-office        | Date d'arrêt du box-office | Nombre de semaines |
| --------------------- | ----------------- | -------------------------- | ------------------ |
| États-Unis Canada     | 718 732 821 $     | 15 décembre 2022           | 29                 |
| France                | 6 676 071 entrées | 8 novembre 2022            | 24                 |
| Total hors États-Unis | 776 963 471 $     | 15 décembre 2022           | 29                 |
| Total mondial         | 1 495 696 292 $   | 15 décembre 2022           | 29                 |

#### France
En France, le jour de sa sortie, le film se classe en première position du box-office des nouveautés avec ses 320 887 entrées, dont 120 473 en avant-première, pour 790 copies. Il devance largement la comédie franco-belge Hommes au bord de la crise de nerfs et ses 16 391 entrées. Après son premier week-end d'exploitation, la suite de Top Gun supplante déjà son rival Doctor Strange in the Multiverse of Madness pour le record 2022 du démarrage au box-office, en réalisant 1 529 608 d'entrées. La semaine suivante, la première du mois de juin 2022, Top Gun: Maverick reste en haut du box-office en attirant plus d'un million d'entrées (1 188 176) et frôlant les 3 millions d'entrées cumulées (2 717 784).
La barre des 3 millions d'entrées est franchie la semaine suivante en engrangeant 617 225 ; le film perd sa première place au box-office au profit de la nouveauté Jurassic World : Le Monde d'après. Top Gun doit attendre encore 2 semaines pour franchir la barre symbolique des 4 millions d'entrées sur le territoire français (4 255 825), avant de repasser numéro 1 du box-office devant Jurassic World 3 en drainant 537 000 entrées contre 478 000,. Le film atteint les 5 millions d'entrées en étant 2e du box-office (323 394) au cours de sa 7e semaine d'exploitation, devancé par Les minions 2 (1 360 765) et suivi par Jurassic World 3 (240 910).
Pour la semaine du 20 au 26 juillet 2022, Top Gun franchit la barre des 5,5 millions d'entrées et gagne une place au classement (4e) devant la comédie Menteur (191 336) et derrière Ducobu Président ! (254 032). C'est après 12 semaines d'exploitation que le film parvient à franchir la barre des 6 millions d'entrées (6 057 934). En septembre 2022, Top Gun: Maverick devient le plus grand succès de Tom Cruise en France avec plus de 6,4 millions de spectateurs, devant Rain Man. Le 20 septembre 2022, le long métrage franchit la barre symbolique des 6,5 millions d'entrées (6 554 634).

#### Amérique du Nord
Aux États-Unis, Top Gun: Maverick signe le meilleur démarrage d'un long-métrage dans la carrière de Tom Cruise, ainsi que le meilleur démarrage pour un week-end de Memorial Day, en engrangeant 156 millions de dollars. La deuxième semaine de son exploitation en Amérique du Nord, le film collecte 86 millions de dollars pour atteindre les 291 millions de dollars cumulées. Tom Cruise bat ici son précédent record d'exploitation pour une seconde semaine, jusque-là détenu par son film La guerre des mondes, en 2005, qui avait cumulé 243 millions de dollars. La douzième semaine, soit le 19 août, le film devient le sixième film le plus rentable de tous les temps aux États-Unis en atteignant les 679 millions de dollars, place détenue jusqu’alors par Avengers: Infinity War et ses 678 millions de dollars.

## Distinctions
Sauf indication contraire, les informations mentionnées dans cette section peuvent être confirmées par les bases de données cinématographiques IMDb et Allociné,  présentes dans la section « Liens externes ».

### Récompenses
- Saturn Awards 2022 : 
  - Meilleur film d'action ou d'aventure
  - Meilleur acteur pour Tom Cruise
  - Meilleur montage
- Oscars 2023 : meilleur son
- Critics' Choice Movie Awards 2023 :
  - Meilleur film d'action
  - Meilleur acteur pour Tom Cruise
  - Meilleure photographie pour Claudio Miranda
- MTV Movie & TV Awards 2023 : Meilleure performance dans un film pour Tom Cruise
- Screen Actors Guild Award 2023 de la meilleure équipe de cascadeurs
- Golden Reel Awards 2022 du meilleur montage sonore - effets de fonctionnalité / Foley
- Golden Tomato Award 2022 :
  - Meilleur film
  - Meilleur film à large diffusion
- National Board of Review Awards 2022 :
  - Meilleur film
  - Meilleure photographie pour Claudio Miranda
- American Film Institute Awards 2022 - 10 meilleurs films de l'année
- Satellite Awards 2023 :
  - Meilleur film dramatique
  - Meilleure photographie
  - Meilleur son
  - Meilleure chanson originale pour Hold My Hand de Lady Gaga

### Nominations
- Golden Globes 2023 : 
  - Meilleur film dramatique
  - Meilleure chanson originale pour Hold My Hand de Lady Gaga
- Grammy Awards 2023 :
  - Meilleure compilation pour les médias visuels
  - Meilleure chanson écrite pour un média visuel pour Hold My Hand de Lady Gaga
- Oscars 2023 :
  - Meilleur film
  - Meilleur scénario adapté
  - Meilleur montage
  - Meilleurs effets visuels
  - Meilleure chanson originale
- British Academy Film Awards 2023 :
  - Meilleur montage pour Eddie Hamilton
  - Meilleure photographie pour Claudio Miranda
  - Meilleurs effets visuels
  - Meilleur son
- Satellite Awards 2023 :
  - Meilleur acteur dans un film dramatique pour Tom Cruise
  - Meilleur réalisateur pour Joseph Kosinski
  - Meilleur scénario adapté
  - Meilleure musique de film pour Harold Faltermeyer, Lady Gaga, Hans Zimmer et Lorne Balfe
  - Meilleurs effets visuels
  - Meilleur montage
- MTV Movie & TV Awards 2023 :
  - Meilleur film
  - Meilleur héros pour Tom Cruise
  - Meilleur son
- Critics' Choice Movie Awards 2023 :
  - Meilleur son
  - Meilleurs effets visuels
  - Meilleur montage pour Eddie Hamilton
- Directors Guild of America Award 2023 de la meilleure réalisation pour un film pour Joseph Kosinski
- Writers Guild of America Award 2022 : meilleur scénario adapté

### Sélection
- Festival de Cannes 2022 : sélection hors compétition, avec remise de la Palme d'honneur à Tom Cruise[69]

## Éditions en vidéo
- En France, le film Top Gun: Maverick est sorti en VOD le 21 septembre 2022[13].

Par la suite, le film sort en DVD, Blu-ray, Blu-ray 4K Ultra HD + Blu-ray et une édition SteelBook 4K Ultra HD + Blu-ray le 2 novembre 2022,,,.
- Au Québec, le film est sorti en VSD le 23 août 2022, puis en DVD, Blu-ray et 4K Ultra HD le 1er novembre 2022, de plus le film sort sur la plateforme Paramount+ le 22 décembre 2022[5].

## Aéronefs apparaissant dans le film
- Boeing F/A-18E/F Super Hornet
- Grumman E-2 Hawkeye
- Grumman F-14A Tomcat (en images de synthèses)
- Lockheed F-35C Lightning II
- Lockheed SR-72 Darkstar (avion fictif, en images de synthèse)
- MIL Mi-24 Hind
- North-American P-51 Mustang (en fait, un ancien F-6K)
- Sikorsky HH-3F Pelican
- Sikorsky MH-60S Nighthawk (squadron VX-31)
- Sukhoi Su-57 Felon (en images de synthèses)

## Autour du film
- Le film est dédié à Tony Scott, mort en 2012, réalisateur du premier film Top Gun, qui avait envisagé la réalisation de cette suite[74].
- Le Darkstar que pilote Maverick au début du film, inspiré du SR-71 Blackbird et du drone SR-72[75], porte le logo de la division Skunk Works de la société Lockheed, suggérant que la base du Désert des Mojaves est celle de Groom Lake (connue sous le nom de Zone 51). Cela est dû notamment au partenariat entre les producteurs du film et Lockheed pour créer le Darkstar[76],[77]. La maquette réalisée s'est révélée si convaincante que le gouvernement chinois a repositionné un satellite-espion pour en prendre des photos[78].
- Jennifer Connelly conduit une Porsche 911 S de 1973, en hommage au personnage de Charlotte « Charlie » Blackwood qui conduisait une Porsche 356 Speedster Replica. Tom Cruise pilote de nouveau la même Kawasaki GPZ 900R présente dans le premier film, ainsi qu'une Kawasaki Ninja H2.
- Le F-14 présent dans le film est réalisé en images de synthèse, le dernier F-14 américain ayant volé pour la dernière fois en 2006[79].
- Comme dans le premier film, le pays ennemi n'est pas nommé, les visages des pilotes n'apparaissent pas et ils ne prononcent aucune parole. La présence d'avions de cinquième génération, de F-14 Tomcat[80], la cocarde évoquant le Simorgh, l'environnement montagneux et la cible de la mission (un site d'enrichissement de combustible nucléaire) suggèrent fortement l'Iran (seul autre pays à avoir acheté des Tomcat) à certains commentateurs[81].
- Étant dans l'incapacité de parler depuis le traitement de son cancer du larynx, la voix de Val Kilmer a été recréée grâce aux algorithmes d'une société spécialisée. L'acteur a dû fournir quarante années d'archives audio[82].
- Le P-51D Mustang de Maverick appartient à Tom Cruise depuis 2001. Il le pilote dans les scènes de vol[83].
- Les pilotes évoquent une victoire passée de Hangman sur « un avion de la guerre froide », faisant allusion à la seule victoire connue d'un F/A-18 au combat en juin 2017 contre un Su-22 de l'armée de l'air syrienne[84].
- C'est le dernier film de Val Kilmer, mort le 1er avril 2025.